# Epiphragma (Epiphragma) lipophleps
Epiphragma (Epiphragma) lipophleps is een tweevleugelige uit de familie steltmuggen (Limoniidae). De soort komt voor in het Neotropisch gebied.